# Clorênquima

Anatomia da folha.

O Clorênquima, também chamado de: parênquima clorofiliano, parênquima fotossintetizante ou ainda, parênquima assimilador é um tecido de preenchimento celular com um arranjo bastante simples e composto por células pouco diferenciadas, com formas arredondadas ou alongadas, paredes relativamente finas e que apresentam um grande vacúolo central cercado pelo citoplasma.

## Fisiologia
O clorênquima é um parênquima composto de células semelhantes e relativamente permeáveis que possui grande quantidade de cloroplastos e organelas citoplasmáticas dotadas de clorofila, responsáveis pela realização da fotossíntese. Uma má estruturação destas células geralmente levam ao ressecamento e murchamento das folhas, podendo desencadear a morte do vegetal.
Por possuir grande quantidade de cloroplastos, dá a coloração verde aos vegetais. É encontrado no interior da folha, no mesofilo, que é conjunto de tecidos das folhas que estão localizados entre a epiderme foliar superior e a inferior, constituindo o parênquima paliçádico ou lacunoso. Ocorre também em caules jovens e em outros órgãos fotossintetizantes.
Sua função principal é a de participar da fotossíntese, convertendo a energia luminosa em energia química. Suas células tem um formato mais cilíndrico, fator que favorece a ampliação da superfície de contato; o vacúolo é grande e empurra os numerosos cloroplastos que formam uma camada uniforme junto à parede, facilitando assim a absorção de gás carbônico.
Em ambientes com água em abundância, os espaços entre as células costumam ser grandes - ocorrendo o oposto quando em ambientes secos.